# Chrostosoma schausi
Chrostosoma schausi là một loài bướm đêm thuộc phân họ Arctiinae, họ Erebidae.